# Reventula amabilis
Genre
Espèce
Reventula amabilis, unique représentant du genre Reventula, est une espèce d'opilions laniatores de la famille des Samoidae.

## Distribution
Cette espèce est endémique de Jamaïque. Elle se rencontre vers Eclesdown.

## Description
Le mâle holotype mesure 3,8 mm.

## Publication originale
- Šilhavý, 1979 : « New American representatives of the subfamily Samoinae (Opiliones, Phalangodidae, Arach.). » Annotationes Zoologicae et Botanicae, no 130, p. 1–27.